# Marathon van Hamburg 2012
De marathon van Hamburg 2012 werd gelopen op zondag 29 april 2012. Het was de 27e editie van deze marathon.
Bij de mannen won de Ethiopiër Abdullah Dawit de wedstrijd met een tijd van 2:05.58. Hij had hiermee meer dan een minuut voorsprong op zijn landgenoot Dadi Yami, die in 2:07.01 over de finish kwam.
Bij de vrouwen zegevierde de Keniaanse Rael Kiyara in 2:23.47. Later werd zij echter uit de uitslagen geschrapt wegens het gebruik van verboden middelen.
In totaal finishten er 10.310 lopers, waarvan 2046 vrouwen.
| rang   | naam                 | land | tijd    |
| ------ | -------------------- | ---- | ------- |
| Goud   | Abdullah Dawit       | ETH  | 2:05.58 |
| Zilver | Dadi Yami            | ETH  | 2:07.01 |
| Brons  | Augustine Rono       | KEN  | 2:07.23 |
| 4      | Dechase Leche        | ETH  | 2:07.56 |
| 5      | Ahmad Abdullah       | QAT  | 2:08.36 |
| 6      | Fikadu Lemma         | ETH  | 2:09.50 |
| 7      | Paul Biwott          | KEN  | 2:10.14 |
| 8      | Aissa-Ismail Rasheed | QAT  | 2:10.52 |
| 9      | Mustafa Mohamed      | SWE  | 2:12.28 |
| 10     | Cosmas Kigen         | KEN  | 2:12.50 |
| 11     | Ivan Galan           | ESP  | 2:13.58 |
| 12     | Ricardo Ribas        | POR  | 2:14.14 |
| 13     | Jeffrey Hunt         | AUS  | 2:14.19 |
| 14     | Sören Kah            | GER  | 2:14.25 |
| 15     | Evans Biwott         | KEN  | 2:17.00 |
| 16     | Joel Kipsang         | KEN  | 2:18.01 |
| 17     | Markus Weiss-Latzko  | GER  | 2:19.36 |
| 18     | Michael Ott          | SUI  | 2:22.41 |

## Vrouwen
| rang | naam               | land | tijd    |
| ---- | ------------------ | ---- | ------- |
| 1    | Rael Kiyara        | KEN  | 2:23.47 |
| 2    | Netsanet Abeyo     | ETH  | 2:24.12 |
| 3    | Etalemahu Kidane   | ETH  | 2:25.49 |
| 4    | Beatrice Toroitich | KEN  | 2:27.41 |
| 5    | Valentine Kipketer | KEN  | 2:28.02 |
| 6    | Robe Guta          | ETH  | 2:29.22 |
| 7    | Dinkenesh Mekasha  | ETH  | 2:29.56 |
| 8    | Malika Asahssah    | MAR  | 2:30.23 |
| 9    | Natalia Sokolova   | RUS  | 2:35.31 |
| 10   | Mona Stockhecke    | GER  | 2:43.11 |

1986 · 1987 · 1988 · 1989 · 1990 · 1991 · 1992 · 1993 · 1994 · 1995 · 1996 · 1997 · 1998 · 1999 · 2000 · 2001 · 2002 · 2003 · 2004 · 2005 · 2006 · 2007 · 2008 · 2009 · 2010 · 2011 · 2012 · 2013 · 2014 · 2015 · 2016 · 2017